# Johann Huber (Feuerwehrmann)

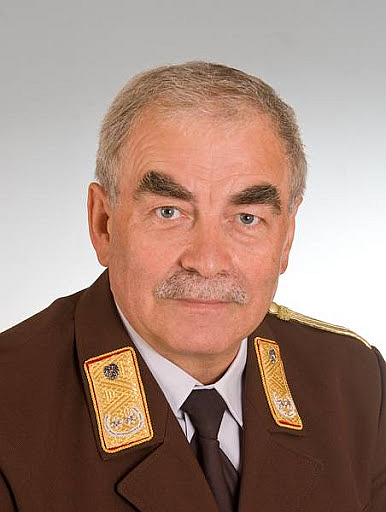
Porträt von Johann Huber als Landesfeuerwehrkommandant (2011)

Johann Huber (* 24. Juni 1948 in Dietrichshofen, Gemeinde St. Marienkirchen bei Schärding) ist ein österreichischer ehemaliger Feuerwehrfunktionär. Er war Vizepräsident des Österreichischen Bundesfeuerwehrverbandes, Landesfeuerwehrkommandant von Oberösterreich, Bezirksfeuerwehrkommandant von Schärding sowie Kommandant der Freiwilligen Feuerwehr Hub.

## Leben
Johann Huber wurde auf dem elterlichen Bauernhof (Hausname Weber) geboren, besuchte die achtklassige Volksschule in St. Marienkirchen und erlernte den Beruf des Maurers. 1969 absolvierte er seinen Wehrdienst beim österreichischen Bundesheer, der er als Gefreiter beendete. 1970 trat er in die Justizwache ein, der er bis zu seiner Pensionierung 2008 als Beamter der Justizanstalt Suben angehörte, aufgrund seiner Aufgaben im Feuerwehrwesen aber dienstfrei gestellt war. 

### Laufbahn in der Feuerwehr

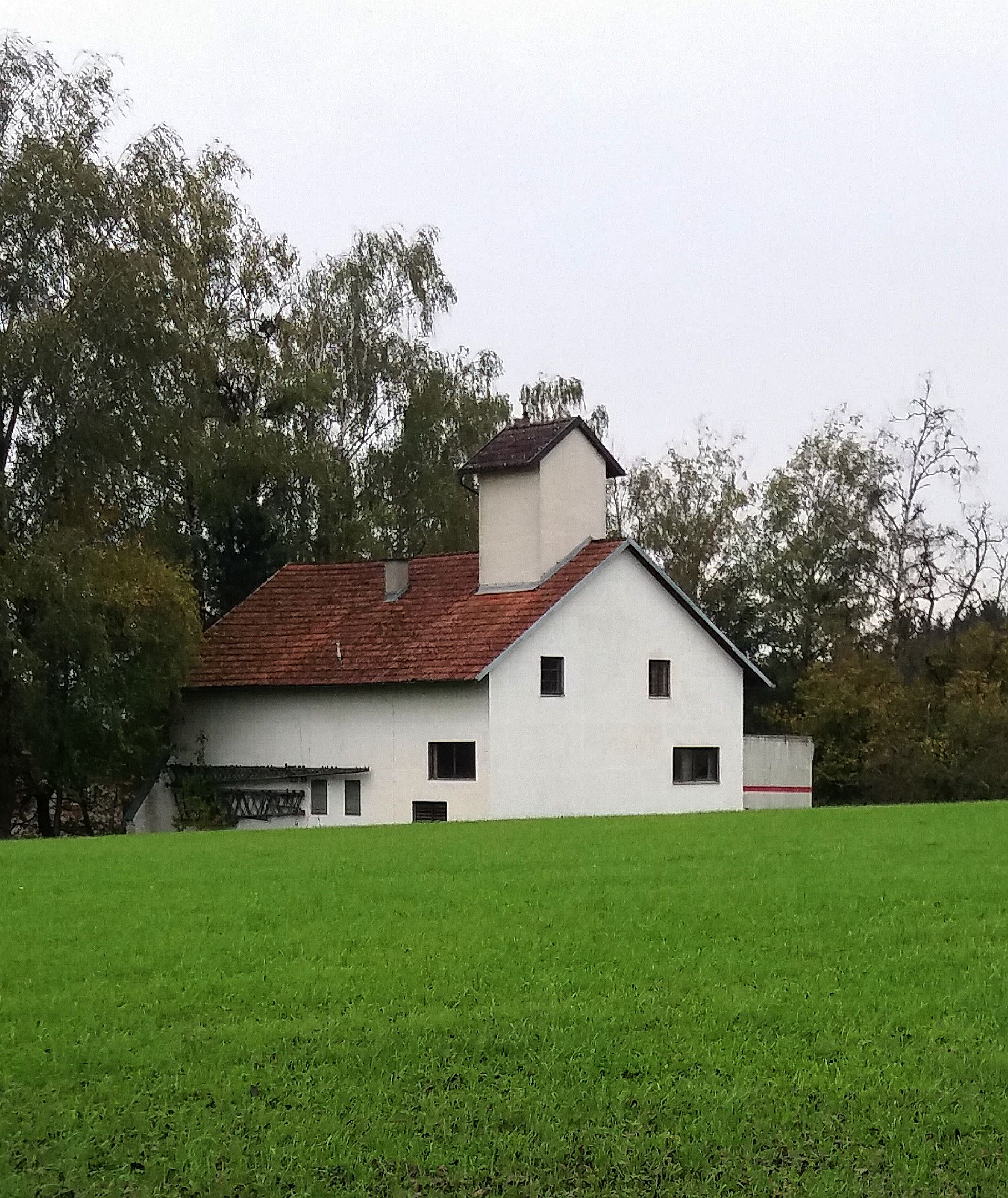
Das 1961 bis 2011 genutzte Zeughaus der FF Hub (2022)

1964 wurde Huber im Alter von 15 Jahren Mitglied der FF Hub. 1970 bis 1973 fungierte er hier als Gruppenkommandant, 1973 bis 1978 als Kommandant-Stellvertreter, und 1978 bis 1985 als Feuerwehrkommandant. Seit 1975 verfügt die FF Hub über eine eigene Wasserwehr. Unter den zahlreichen Lehrgängen, die er im Bereich des Feuerwehrwesens absolvierte, waren u. a. diejenigen für Atemschutz, Wasserwehr I und II, Sprengbefugnis I und II, Strahlenmessung I und II, Waldbrandbekämpfung sowie zum Rettungsschwimmer. 
Im Feuerwehrwesen des Bezirks Schärding war Huber von 1972 bis 1988 Sprengtruppführer und richtete 1974 den Sprengstützpunkt des Bezirks bei der FF Hub ein, wobei dieser einen Sonderdienst im Katastrophenhilfsdienst (KHD) des oberösterreichischen Landesfeuerwehrverbandes bildet. 1975 bis 1982 war Huber Hauptamtswalter für die Jugendarbeit sowie von 1982 bis 1986 Hauptamtswalter für Leistungsbewerbe. 1984 bis 1987 fungierte er als Kommandant des Abschnittes Schärding (die 15 politischen Bezirke und 3 Statutarstädte Oberösterreichs sind im Feuerwehrwesen in insgesamt 50 Abschnitte gegliedert) und 1987 bis 1989 als Bezirksfeuerwehrkommandant von Schärding. 
1988 wurde Huber als Vertreter des Innviertels Mitglied der Landes-Feuerwehrleitung von Oberösterreich, ehe er am 31. März 1989 zum Stellvertreter des damaligen Landesfeuerwehrkommandanten Karl Salcher gewählt wurde. Seine Wahl zum Landesfeuerwehrkommandanten von Oberösterreich erfolgte am 29. Oktober 1991, womit ihm insgesamt 931 Feuerwehren unterstellt waren. Von 1991 bis 1999 war er Bundes-Bewerbsleiter des ÖBFV, von 18. September 1993 bis 13. September 2008 zudem Vizepräsident des ÖBFV. 2004 und erneut 2009 wurde Huber als Landesfeuerwehrkommandant von Oberösterreich wiedergewählt, mit 31. Mai 2011 legte er seine Funktionen nach 20 Jahren Dienstzeit zurück.

### Landesfeuerwehrkommandant
Als Landesbranddirektor war Huber verantwortlich für über 90.000 Feuerwehrleute in Oberösterreich, darunter knapp 10.000 Mitglieder der Feuerwehrjugend zwischen 10 und 16 Jahren. Ein besonderes Anliegen Hubers war die Erhöhung der Schlagkraft der Feuerwehren durch den Ausbau des Stützpunktwesens und der Katastrophenhilfe sowie die Unterstützung der oberösterreichischen Feuerwehren und Gemeinden bei der Anschaffung moderner Ausrüstung. 
Seit 1992 wurden – erstmals seit 1953 – wieder Frauen als aktive Mitglieder in die oberösterreichischen Feuerwehren aufgenommen, seit 1997 auch Mädchen in die Feuerwehrjugend, denen gleichzeitig auch die Teilnahme an den Jugend-Feuerwehrleistungswettbewerben eröffnet wurde.

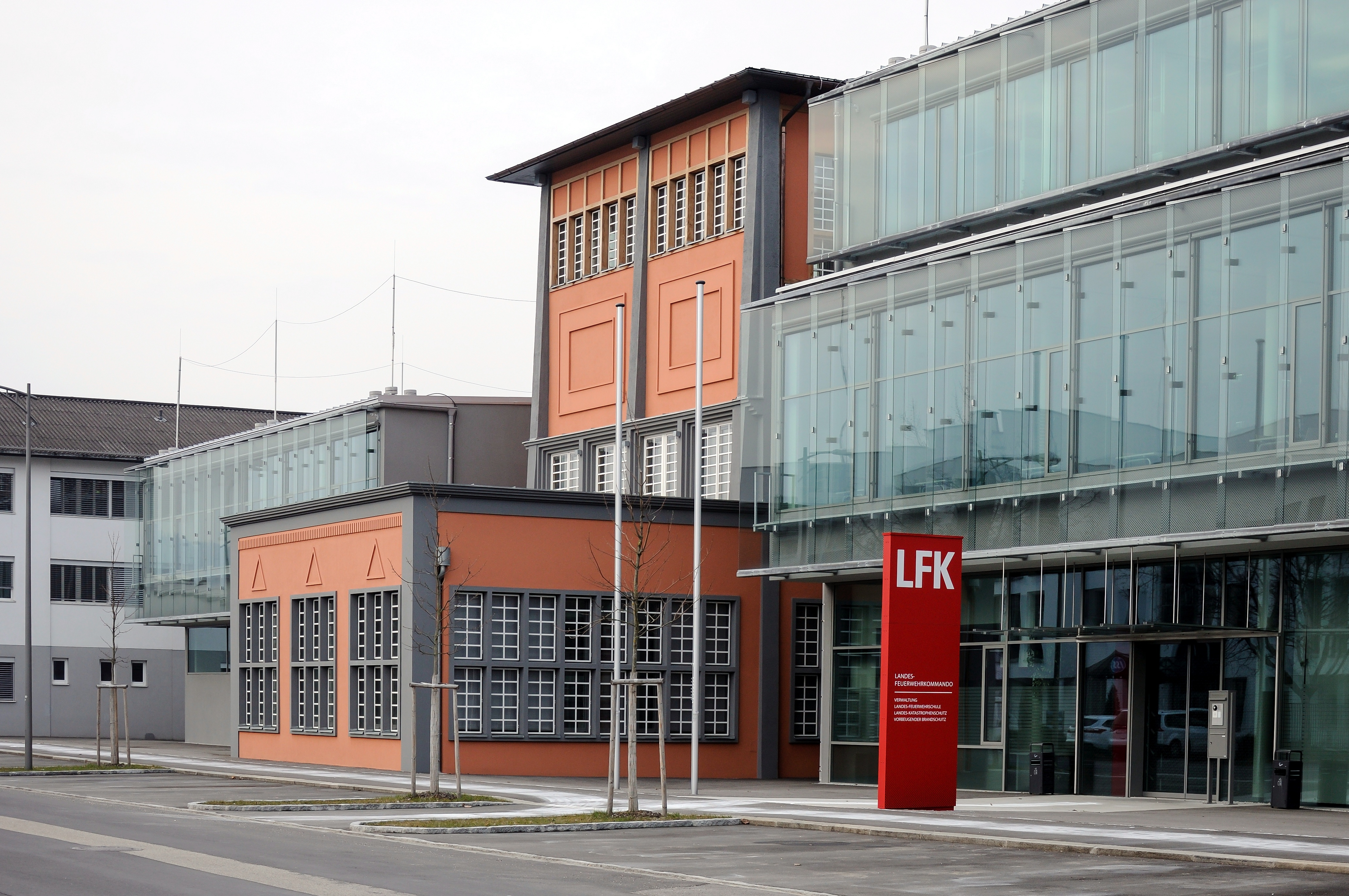
O.Ö. Landesfeuerwehrkommando und Landesfeuerwehrschule

Am Sitz des Landesfeuerwehrkommandos und der Landesfeuerwehrschule in Linz gelang es, die zur Verfügung stehende Fläche durch Grundstückskäufe auf das Doppelte zu vergrößern, zudem wurde dort ein umfassendes Bauprogramm realisiert, das sich über vier Bauabschnitte erstreckte und mit Unterbrechungen von 1995 bis 2011 dauerte. Dabei wurde die Feuerwehrschule um- und ausgebaut, das Übungsgelände in der Petzoldstraße erweitert, das Warn- und Alarmsystem adaptiert, die Landeswarnzentrale erneuert und das Verwaltungsgebäude des Landesfeuerwehrkommandos modernisiert.
Nach Vorschlägen und der Begutachtung durch die Landes-Feuerwehrleitung wurden durch den oberösterreichischen Landtag wichtige Gesetze und Verordnungen zur Reform des Feuerwehrwesens in diesem Bundesland beschlossen, welche besonders die Feuerpolizei (1994), die Organisation der Feuerwehren (1996, 1997) und den Katastrophenschutz (2007) auf neue Grundlagen stellten. Ebenfalls 2007 wurden für die oberösterreichischen Feuerwehren neue Richtlinien für den medizinischen Dienst und die Jugendarbeit eingeführt, 2008 solche für den Katastrophenschutz, 2009 begann die flächendeckende Ausstattung der freiwilligen Feuerwehren in Oberösterreich mit Hubgeräten.

## Privates
Johann Huber ist verheiratet und hat zwei Kinder sowie mehrere Enkelkinder.

## Auszeichnungen (Auswahl)
- 1965–1970: Feuerwehrleistungsabzeichen in Bronze, Silber und Gold
- 1969: Wehrdienstmedaille in Bronze
- 1975–1979: Funkleistungsabzeichen in Bronze und Silber
- 1975–1984: Wasserwehrleistungsabzeichen in Bronze, Silber und Gold
- 1980: Strahlenmessleistungsabzeichen in Bronze
- 1985: Oberösterreichische Erinnerungsmedaille für Katastropheneinsatz
- 1990: Ehrenring in Gold des Bezirksfeuerwehrverbandes Schärding
- 1991: Deutsches Feuerwehr-Ehrenkreuz in Silber
- 1992: Oberösterreichisches Feuerwehr-Verdienstkreuz I. Stufe
- 1993: Ehrenkreuz am Band des Österreichischen Schwarzen Kreuzes

Großes Ehrenzeichen für Verdienste um die Republik Österreich

- 1993: Verdienstzeichen 1. Stufe des Österreichischen Bundesfeuerwehrverbandes
- 1995: Steckkreuz des Feuerwehr-Ehrenzeichens (Bayern)
- 1996: Verdienstkreuz des Österreichischen Roten Kreuzes
- 1997: Goldenes Ehrenzeichen des Landes Oberösterreich
- 2008: Ehrenring in Gold der Gemeinde St. Marienkirchen bei Schärding
- 2008: Ehrenring in Gold des Österreichischen Bundesfeuerwehrverbandes
- 2008: Großes Verdienstkreuz des Österreichischen Bundesfeuerwehrverbandes
- 2011: Großes Ehrenzeichen für Verdienste um die Republik Österreich
- 2013: Ehrenring in Gold der Stadtgemeinde Schärding
- 2017: Ehrenzeichen für Verdienste um die oberösterreichische Jugend[4]

Johann Huber ist zudem Inhaber von Auszeichnungen aller österreichischer Feuerwehrlandesverbände sowie der Verdienstmedaillen in Gold sämtlicher oberösterreichischer Bezirksfeuerwehrverbände. 2011 wurde aus Anlass von Hubers 20-Jahr-Jubiläum als Landesfeuerwehrkommandant eine 62 Cent-Sonderbriefmarke der österreichischen Post aufgelegt.